# غراميات خاصة
غراميات خاصة فيلم سينمائي سوري من إنتاج العام 1974 

## قصة الفيلم
(نادية) ترث مصنع والدها الذي تركه لها بعد رحيله، تحاول إدارته بنفسها لكنها تفشل، وذلك لأنها لم تتعلم المسئولية قط، ويتوقع الجميع فشلها يطمع (عبد العظيم) في الإستيلاء علي الإدارة ويطلب الزواج من (نادية) التي تدعي أنها تحب رجل آخر، وبالفعل تقع نادية في حب (عزيز)، وفترغب في أن تغير من نفسها وأن تكون امرأة مسئولة، تبدأ في تعلم شئون الإدارة وتنجح فيما سبق لها أن فشلت فيه، وتتزوج من (عزيز).

## فريق العمل
سيناريو وحوار: فيصل الياسري، سيف الدين شوكت
إخراج: فيصل الياسري
إنتاج: سيريا فيلم وإهدن فيلم (طنوس فرنجية، محمد الرواس)
تصوير سينمائي: جورج لطفي الخوري
مدير التصوير: محمد الرواس
مدير الإنتاج: جميل إسحاق
التوزيع: طنوس فرنجية
مخرج مساعد: محمد شحاتة، انطونيو بتريك
مونتاج: مروان عكاوي
ألحان: نور الملاح
موسيقى تصويرية: عمر خورشيد

## بطولة
- ناهد شريف (نادية)
- عمر خورشيد (عزيز)
- ناجي جبر (ابوعنتر)
- نجاح حفيظ (منيرة)
- ياسين بقوش (ياسين)
- خالد تاجا
- سليم كلاس (عزت أفندي)
- هدى شعراوي
- لينا باتع
- محمد الشماط
- عبد اللطيف فتحي (عبدالعظيم)
- أحمد عداس
- رياض نحاس
- نور كيالي
- محمد طرقجي
- مظهر جليلاتي